# Padel ai Giochi europei
Il padel è inserito nel programma dei Giochi europei dalla terza edizione che si è svolta nel 2023.

## Edizioni
| Giochi | Anno | Sede     | Gare |
| ------ | ---- | -------- | ---- |
| III    | 2023 | Cracovia | 3    |

## Medagliere complessivo
Aggiornato alla terza edizione
| Pos.   | Paese      | Oro | Argento | Bronzo | Totale |
| ------ | ---------- | --- | ------- | ------ | ------ |
| 1      | Spagna     | 2   | 2       | 1      | 5      |
| 2      | Italia     | 1   | 1       | 1      | 3      |
| 3      | Portogallo | 0   | 0       | 1      | 1      |
| Totale | Totale     | 3   | 3       | 3      | 9      |